# City of Cockburn
City of Cockburn är en kommun i Australien. Den ligger i delstaten Western Australia, omkring 17 kilometer söder om delstatshuvudstaden Perth. Antalet invånare är 103 351. Arean är 168 kvadratkilometer.
Följande samhällen finns i City of Cockburn:
- Spearwood
- Yangebup
- Bibra Lake
- Beeliar
- South Lake
- Success
- Coogee
- Hammond Park
- Wattleup

Runt City of Cockburn är det i huvudsak tätbebyggt. Runt City of Cockburn är det tätbefolkat, med 383 invånare per kvadratkilometer. Genomsnittlig årsnederbörd är 1 018 millimeter. Den regnigaste månaden är maj, med i genomsnitt 176 mm nederbörd, och den torraste är februari, med 9 mm nederbörd.